# Ministerium für Veteranenangelegenheiten (Namibia)
Das Ministerium für Veteranenangelegenheiten (englisch Ministry of Veterans Affairs) war von 2006 bis März 2015 ein namibisches Ministerium, das für die Registrierung und Verwaltung von Veteranen aus dem namibischen Befreiungskampf zwischen 1959 und 1989 zuständig war. Von 2015 bis 2020 waren die Aufgabenbereiche Bestandteil des Amts des namibischen Vizepräsidenten, seitdem obliegt die Verwaltung dem Verteidigungsministerium.

## Geschichte
Das Ministerium wurde 2006 formell gegründet um die Veteranen Namibias zu verwalten. Erster Minister war Ngarikutuke Tjiriange, der von 2005 bis 2006 als Minister ohne Geschäftsbereich die Aufgaben des heutigen Ministeriums übernahm. Von 2006 bis 2009 war er Minister des neu geschaffenen Veteranenministeriums. 2010 übernahm Nickey Iyambo das Amt.

## Aufgaben
Das Ministerium ist mit der Registrierung, Verwaltung und Kompensation von offiziellen Befreiungskämpfern unter anderem der People’s Liberation Army of Namibia (PLAN) und ihrer Verbündeten beauftragt.
Es verwaltet derzeit mehr als 30.000 Veteranen. Diese beziehungsweise ihre Familien erhalten monatlich eine Pauschale Kompensation von N$ 2000 sowie eine Einmalzahlung von N$ 50.000, sofern es sich um Kämpfer aus den Jahren 1959 bis 1987 handelt. Kämpfer aus den Jahren 1987 bis 1989 erhalten pauschal N$ 20.000. Zudem werden die Veteranen unter anderem durch günstige Baukredite gefördert.

## Haushalt und Finanzen
Dem Ministerium wurde im Haushaltsjahr 2010/11 im Haushalt von Namibia ein Betrag von N$ 274,538 Millionen zugewiesen. Dieser wurde im Haushaltsjahr 2011/12 um mehr als 340 % auf N$ 1,210804 Milliarden erhöht, um so die Kompensation der steigenden Zahl an registrierten Veteran zu ermöglichen.